# Varmerør (heat-pipe)
 For alternative betydninger, se Varmerør (flertydig). (Se også artikler, som begynder med Varmerør)
Et varmerør (eng heat-pipe) er en passiv varmeoverførselsmekanisme, der kan transportere store mængder af varme med en meget lille forskel i temperatur mellem et varmt og koldt varmereservoir.
Et varmerør kan også være flad og kaldes så en heat-spreader.

Ideen til et varmerør blev foreslået af R.S.Gaugler i 1942. Men det var først i 1962, at G.M.Grover opfandt det.
Et varmerør kan ses som en sammenbygning af en fordamper og en termodynamisk kondensator.
Inde i et normalt fungerende varmerør eksternt varme(de) varmereservoirende (hvor varmen internt skal transporteres fra) findes normalt væske. Væsken og driftstrykket i varmerøret er valgt, så væsken kan fordampe til gas ved en ønsket temperatur, hvilket i sig selv forårsager, at trykket stiger, og varmerørets varme varmereservoirende køles.
I varmerørets eksternt kolde/kølende varmereservoirende (hvor varmen internt skal transporteres til) vil gassen blive fortættet til væske, hvilket i sig selv forårsager, at trykket falder og varmerørets kolde varmereservoirende varmes. Varmen afsættes eksternt i for eksempel en køleplade.
På grund af at varmerørets ene ende genererer gas og dermed højt tryk – og varmerørets anden ende fjerner gas og dermed mindsker trykket, vil der som konsekvens blæse en gasvind fra den varmede ende til den kølede ende. Jo større varmetransport jo større vindhastighed.
Væsken skal transporteres fra varmerørets kølede ende til dens varmede ende. Dette kan ske på to måder:
- Den første måde drager nytte af (jordens) gravitation, ved at den kølede ende holdes højere end dens varmede ende, og at hele varmerørets rør skal falde monotont. De genererede dråber i den kølede ende vil så glide ned ad varmerørets rørinderside til den varmede ende.
- Den anden hyppigst benyttede måde er, at væskedråber ved den kølede ende via det kapillære materiale ledes tilbage til den varmede ende. Forudsætning: Varmerørets inderside er udstyret med kapillære hulrum/fordybninger, der løber mellem den varmede og kølede ende.

Fordelen ved varmerør er deres yderst effektive varmetransport. De er langt bedre til at lede varme end massivt kobber eller sølv. Nogle varmerørs varmetransportformåen er blevet målt til mere end 230 MW/m² = 23 KW/cm² – dette er næsten fire gange så meget som varmetransporten gennem solens overflade.

## Praktisk hverdagseksempel
I en gryde med glaslåg med kogende vand kan et varmerørs virkning ses. På lågets inderside kan dråbers dannelse og neddryp ses – og fra bunden kan gasbobler ses stige op gennem vandet.
Kølende ende; luften køler glaslåget. Den varmede ende varmes af elvarmeplade, brændende gas, varmestråler eller via AC-induktion til en "elkortsluttende" ohmsk kobberbund.
Der går selvfølgelig varme tabt pga. den vanddamp, som undslipper. Herudover forudsættes det, at grydens vand har kogt et stykke tid, så gassen i gryden hovedsageligt er vanddamp.

## Andre eksempler
Der findes termiske-solfangere, der anvender varmerør til effektivt at lede varme fra det indre af sorte absorberrør til kobberblokke varmekoblet til et vandrør foroven.

Kølevandet leder varmen væk fra kobberblokken på toppen af absorberrørene.
De fleste bærbare PCere anvender varmerør til at transportere varmen væk fra mikroprocessoren og andre varme chips – og ud til "kassen" eller til en "vindtunnel" med blæser.

## Struktur, design og konstruktion
Et typisk varmerør består af et forseglet rør lavet af et materiale, som er gastæt, og som kan tåle højt tryk og vakuum. De to kølepladerørender skal være lavet af et materiale, som leder varme godt – f.eks. sølv, kobber eller aluminium.
Mulige teoretiske påfyldningsmåder:
- En vakuumpumpe anvendes til at fjerne atmosfærisk luft fra det "tomme" rør. Så påfyldes en brøkdel af en procent af rumfanget med arbejdsmediet, som er optimalt til arbejdstemperaturerne.
- Arbejdsmediet påfyldes og bringes til at koge, så al atmosfærisk luft er fortrængt. Når der er så lidt arbejdsmedie tilbage, som er nødvendig, lukkes og forsegles varmerøret.

Eksempler på arbejdsmedier er vand, ætanol, acetone, natrium eller kviksølv. Pga. det delvise vakuum, som er på eller under væskens damptryk, vil noget af arbejdsmediet være på gasform (og resten på væskeform).
Årsagen til, at man kun påfylder en lille smule arbejdsmedie, er, at det højeste tryk nås, når/hvis kølingen svigter. I denne situation vil næsten al arbejdsmedie være på dampform, og har man f.eks. fyldt halvdelen af rumfanget med væske (f.eks. vand), vil trykket med stor sikkerhed blive så stort, at røret revner og spreder varm gas (damp).
Arbejdsmediet vælges ud fra de ønskede temperaturbetingelser, under hvilket varmerøret skal transportere varme, med kølemedier lige fra helium til ekstrem lavtemperaturkølingsanvendelser (2–4 K) til kviksølv (523–923 K ca.= 250–650°C) & natrium (873–1473 K ca.= 600–1200 °C) og selv indium (2000–3000 K) til ekstremt høje temperaturer. De fleste varmerør til lave temperaturanvendelser anvender kombinationer af ammoniak (213–373 K), (træsprit (283–403 K) eller ætanol (273–403 K)) eller vand (303–473 K) som arbejdsmedie.